# 살가두 필류 국제공항

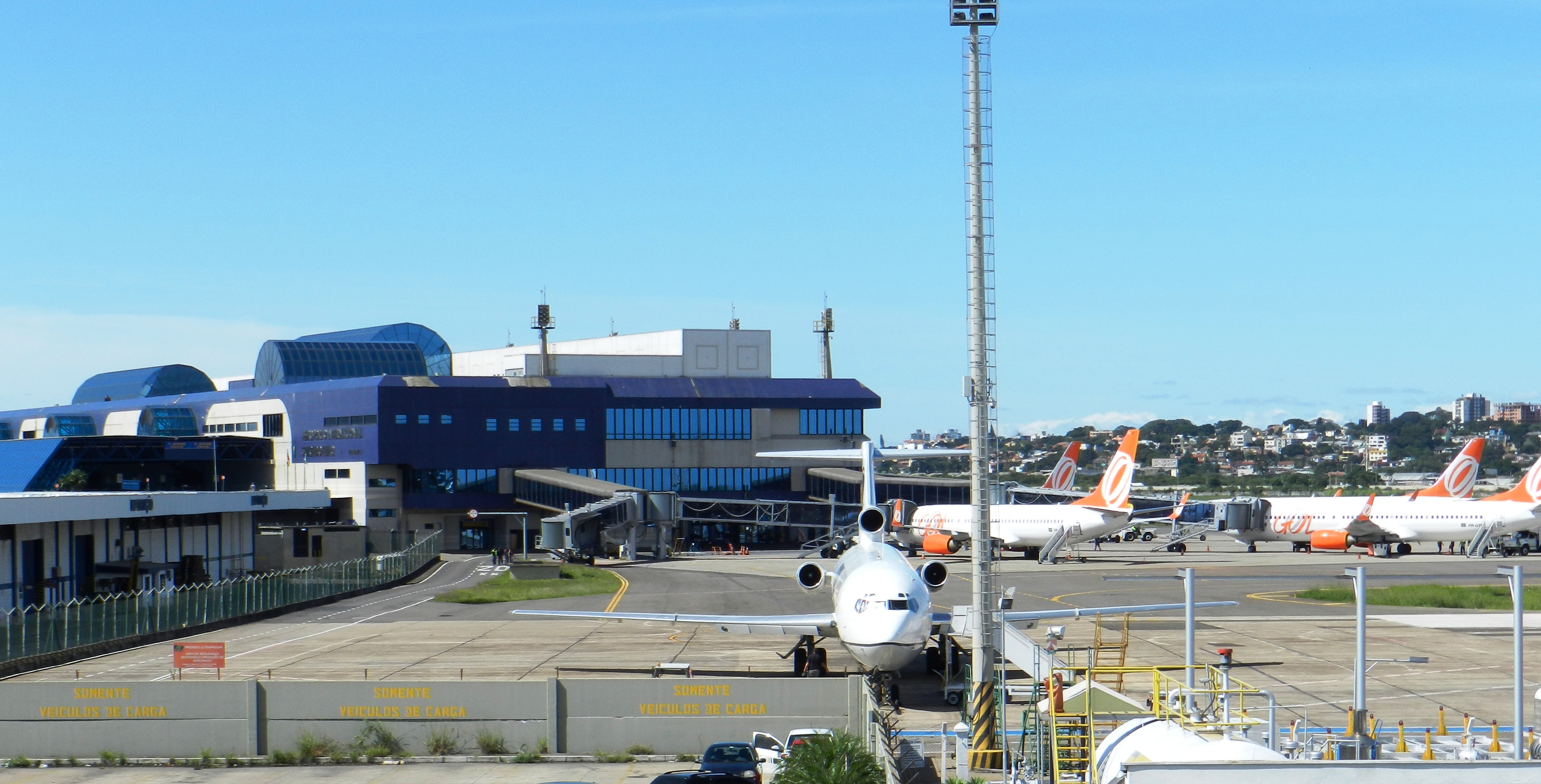

살가두 필류 국제공항(Salgado Filho Porto Alegre International Airport, IATA: POA, ICAO: SBPA)은 브라질포르투알레그리를 관할하는 공항이다. 이 공항의 이름은 제1대 브라질 공군장관 조아킴 페드루 살가두 필류의 이름에서 비롯되었다. 프라포트 브라질이 운영한다.